# Le Cairn de Grimmin
Le Cairn de Grimmin (titre original : The Cairn on the Headland) est une nouvelle de l'auteur américain Robert E. Howard qui comporte des éléments de fantasy et d'horreur. Comme souvent dans l'œuvre d'Howard, elle est liée au mythe de Cthulhu tout en empruntant dans son cas à des motifs issus aussi bien de la mythologie scandinave que du catholicisme. 
Il s'agit d'une réécriture dans un cadre contemporain de la nouvelle Les Lances de Clontarf, une aventure historique de Turlogh O'Brien refusée par Weird Tales. Dans le cadre de la réédition par Patrice Louinet des textes d'Howard, ce récit appartient au recueil Les Guerriers du Valhalla.